# أشباح أبو غريب (فلم 2007)
أشباح أبو غريب هو فيلم وثائقي صدر عام 2007، من إخراج روري كنيدي، يستعرض أحداث فضيحة التعذيب وإساءة معاملة السجناء في أبو غريب عام 2004. عُرض الفيلم لأول مرة في 19 يناير 2007، في مهرجان صندانس السينمائي 2007.
تم عرض الفيلم على قناة HBO في 22 فبراير 2007، كما عُرض في مهرجان هيومن رايتس ووتش السينمائي في 23 مارس 2007، وفي مهرجان كليفلاند السينمائي الدولي في 25 مارس 2007.
نسقت شركة Working Films الحملة الوطنية للتفاعل المجتمعي في الولايات المتحدة مع فيلم أشباح أبو غريب. وقد جمعت بين الحملة الوطنية الدينية ضد التعذيب، والاتحاد الأمريكي للحريات المدنية، ومجموعات دينية، وغيرها من الجهات لإنهاء سياسة الولايات المتحدة التي تشرع التعذيب.

## جوائز وترشيحات
رُشح الفيلم لأربع جوائز إيمي في الدورة التاسعة والخمسين لجوائز إيمي برايم تايم في فئات: أفضل عمل غير روائي، وأفضل إخراج لعمل غير روائي، وأفضل تحرير صوري لعمل غير روائي، وأفضل تحرير صوتي لعمل غير روائي. وقد فاز الفيلم بجائزة أفضل عمل غير روائي.

## وصلات خارجية
- الموقع الرسمي
- أشباح أبو غريب في Working Films
- أشباح أبو غريب في مشروع الإعلام العراقي
- أشباح أبو غريب في HBO
- أشباح أبو غريب  في قاعدة بيانات الأفلام على الإنترنت (بالإنجليزية)
- أشباح أبو غريب في روتن توميتوز.
- أشباح أبو غريب نسخة محفوظة September 21, 2007, على موقع واي باك مشين. في ميتاكريتيك
- مراجعة مجلة موذر جونز لفيلم أشباح أبو غريب